# Lucinges

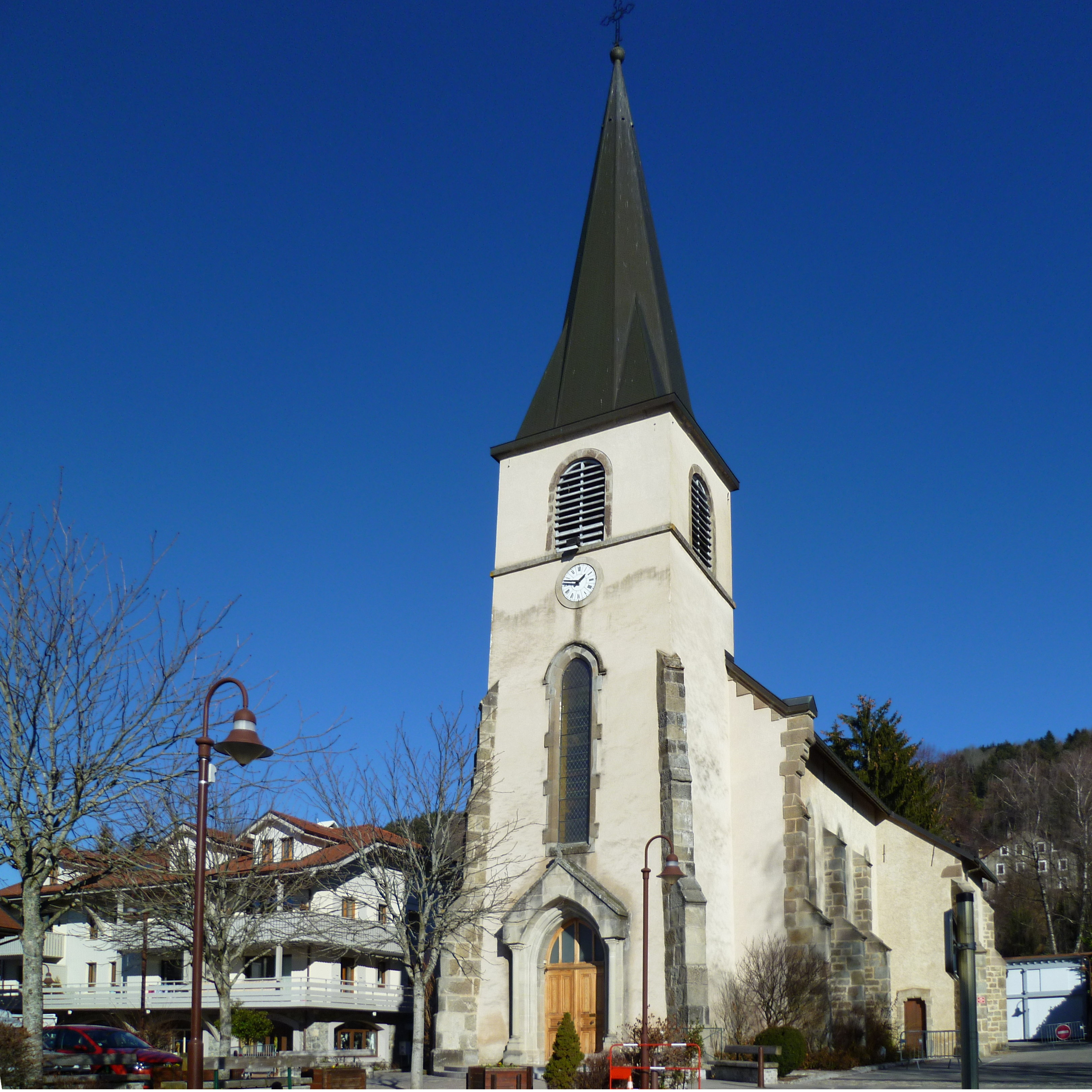
Kościół (2011)

Lucinges – miejscowość i gmina we Francji, w regionie Owernia-Rodan-Alpy, w departamencie Górna Sabaudia.
Według danych na rok 1990 gminę zamieszkiwały 884 osoby, a gęstość zaludnienia wynosiła 115 osób/km² (wśród 2880 gmin regionu Rodan-Alpy Lucinges plasuje się na 846. miejscu pod względem liczby ludności, natomiast pod względem powierzchni na miejscu 1304.).